# Rexmeerschweinchen

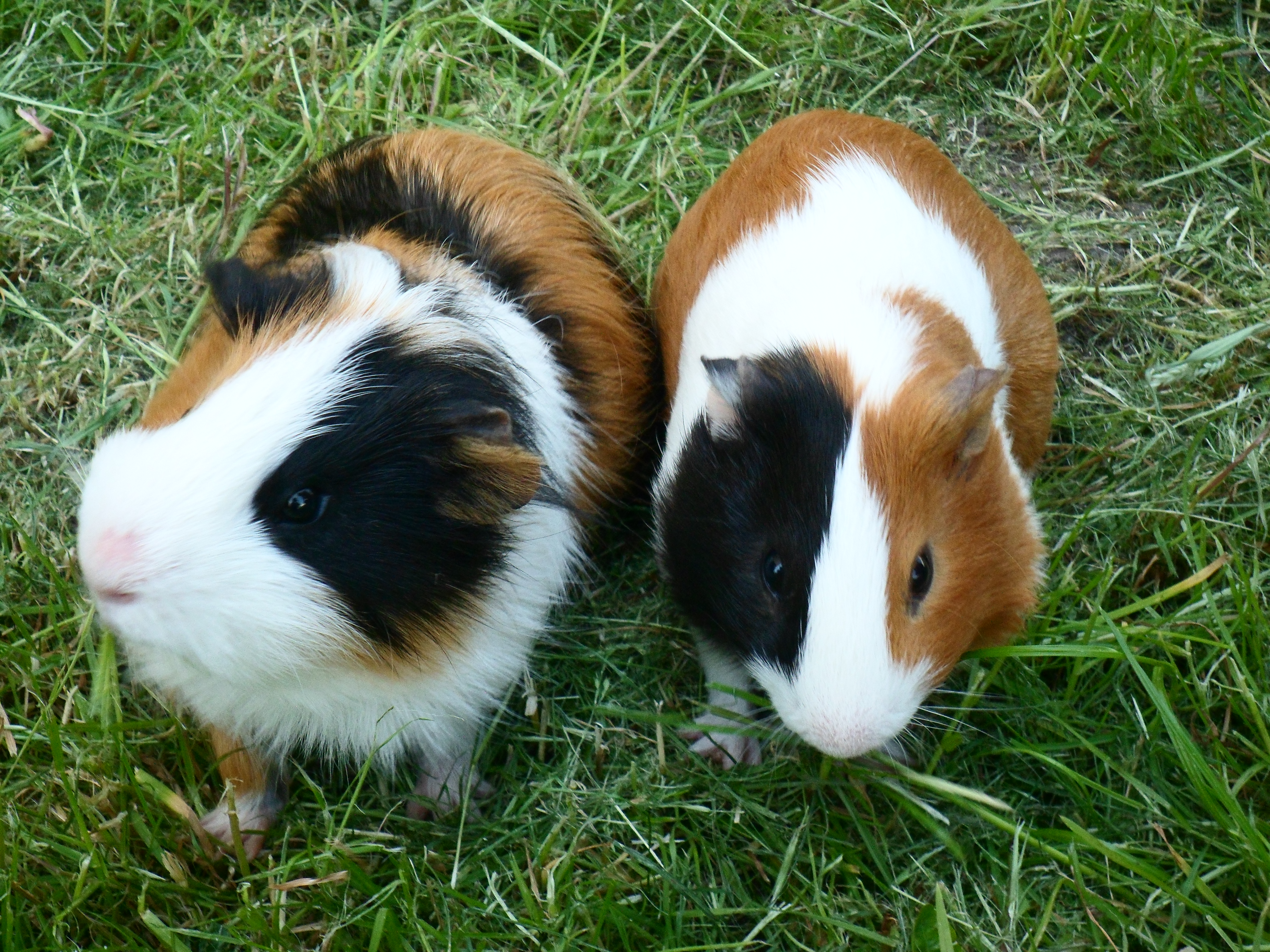
Rexmeerschweinchen

Das Rexmeerschweinchen ist eine sehr verbreitete Rasse des Hausmeerschweinchen. In den USA lautet der Name für Tiere dieser Rasse Teddy.

## Aussehen
Bis auf das Fell unterscheiden sich diese Tiere im Körperbau nicht vom Glatthaarmeerschweinchen. Das krause Fell ist sehr rau und steht vom Körper ab. Die Haare sind sehr kurz und federn nach. Das Fell ist am Kopf und am Bauch kürzer als am übrigen Körper.

### Anerkannte Farben
Folgende Farben sind vom Meerschweinchenfreunde Deutschland (MFD) BD e.V. voll anerkannt: Schwarz-Rot-Agouti, Schwarz-Buff-Agouti, Schwarz-Creme-Agouti, Schwarz-Weiß-Agouti, Lilac-Gold-Agouti, Schokolade-Gold-Agouti, Schokolade-Buff-Agouti, Schokolade-Creme-Agouti, Schokolade-Weiß-Agouti, Schwarz-Rot-Solidagouti, Schwarz-Weiß-Solidagouti, Schokolade-Weiß-Solidagouti, Schwarz-Rot-Loh, Schokolade-Gold-Loh, Einfarbig schwarz, Einfarbig Slate blue, Lilac, Schokolade, Beige, Rot, Gold mit roten Augen, Gold mit dunklen Augen, Buff mit roten Augen, Buff mit dunklen Augen, Creme mit dunklen Augen, Weiß mit roten Augen, Weiß mit dunklen Augen, Brindle Schwarz-Rot, Brindle Schwarz-Weiß, Schildpatt Schwarz-Rot, Himalaya Schwarz, Rot California Schwarz, Gold California Schokolade, Buff California Schokolade, Weiß California Schokolade, Dalmatiner Schwarz, Schwarz-Rot-Agouti-Weiß, Schwarz-Buff-Agouti-Weiß, Schwarz-Weiß-Agouti-Weiß, Lilac-Gold-Agouti-Weiß, Schokolade-Gold-Agouti-Weiß, Schokolade-Creme-Agouti-Weiß, Schokolade-Weiß-Agouti-Weiß, Schwarz-Weiß-Solidagouti-Weiß, Schwarz-Weiß.Lilac-Weiß, Schokolade-Weiß, Beige-Weiß, Rot-Weiß, Gold-Weiß mit roten Augen, Gold-Weiß mit dunklen Augen, Buff-Weiß mit roten Augen, Buff-Weiß mit dunklen Augen, Creme-Weiß mit roten Augen, Creme-Weiß mit dunklen Augen, Schwarz-Rot-Agouti-Rot-Weiß, Schwarz-Buff-Agouti-Buff-Weiß, Schwarz-Rot-Weiß, Schokolade-Gold-Weiß und Schokolade-Buff-Weiß.
Folgende Farbe ist vom Meerschweinchenfreunde Deutschland (MFD) BD e.V. nur teilweise anerkannt: Schwarz-Rot-Solidagouti-Rot-Weiß.
Daneben gibt es noch viele weitere Fellfärbungen.

## Vererbung
Das krause Haar wird nur rezessiv vererbt, daher verliert sich der Erbgang bei der Paarung mit anderen Rassen.

## Fehler
Als Fehler gelten bei dieser Rasse ganz oder teilweise glatt am Körper anliegendes Fell.